# Camille Robert (musicien)
Pour les articles homonymes, voir Camille Robert et Robert.
Camille Robert (1872-1957) est un compositeur et parolier français, notamment à l'origine de la création de la chanson populaire Quand Madelon.

## Biographie
Camille Robert a été chef d'orchestre de l'Élysée.

## Compositions
- Le Baiser, valse chantée. Paroles de Millinger, musique de Camille Robert
- Si vous n'avez aimé, diction à voix. Paroles de Gaston Duthil. Musique de Camille Robert
- Les Filles d'Alençon Paroles de Louis Bousquet, musique de Camille Robert
- Les Yeux les plus beaux, diction à voix, paroles de Gaston Duthil, musique de Camille Robert
- Quand Madelon..., paroles de Louis Bousquet (1870-1941), musique de Camille Robert